# José Ignacio San Martín
José Ignacio San Martín López (San Sebastián, 26 de junio de 1924-Madrid, 6 de junio de 2004) fue un militar español, coronel de Artillería del Ejército de Tierra, condenado a 10 años de prisión por su participación en el golpe de Estado del 23 de febrero de 1981 por un delito de rebelión militar.

## Biografía
Licenciado en Ciencias Económicas por la Universidad Central de Madrid, diplomado de Estado Mayor del Ejército y de la Armada, así como en Ciencias Políticas en París. Ocupó diversos destinos como economista en los sindicatos del franquismo. Fue profesor de Estado Mayor y mandó el Grupo de Artillería Autopropulsada ATP XII en el Sahara español. Durante el tardofranquismo y la presidencia del Gobierno del almirante Luis Carrero Blanco, fue director general del Organización Contrasubversiva Nacional (OCN) y del luego renombrado Servicio Central de Documentación (SECED), servicios de espionaje de la dictadura donde organizó el área de contrasubversión infiltrada en la oposición a la dictadura. También dirigió el Servicio de Información de la Presidencia del Gobierno (SIPG).
Cuando Carlos Arias Navarro fue nombrado presidente, cesó en el SECED y, más tarde, fue nombrado director general de Tráfico.
Al tiempo de producirse el golpe de Estado de febrero de 1981 era jefe de Estado Mayor de la División Acorazada Brunete en su base de El Goloso en Madrid y fue quien distribuyó las unidades de la misma que ocuparon Radio Televisión Española en la madrugada del 23 al 24 de febrero de 1981 mientras en el Congreso de los Diputados los diputados y el gobierno permanecían retenidos por el teniente coronel Antonio Tejero. Fue condenado a 10 años de prisión y separación del servicio por el Tribunal Supremo en la sentencia definitiva del 22 de abril de 1983, siendo puesto en libertad condicional el 27 de junio de 1986. Fue autor del libro Servicio especial, sobre su trayectoria en los servicios de inteligencia de Carrero Blanco.